# Camp Shorabak

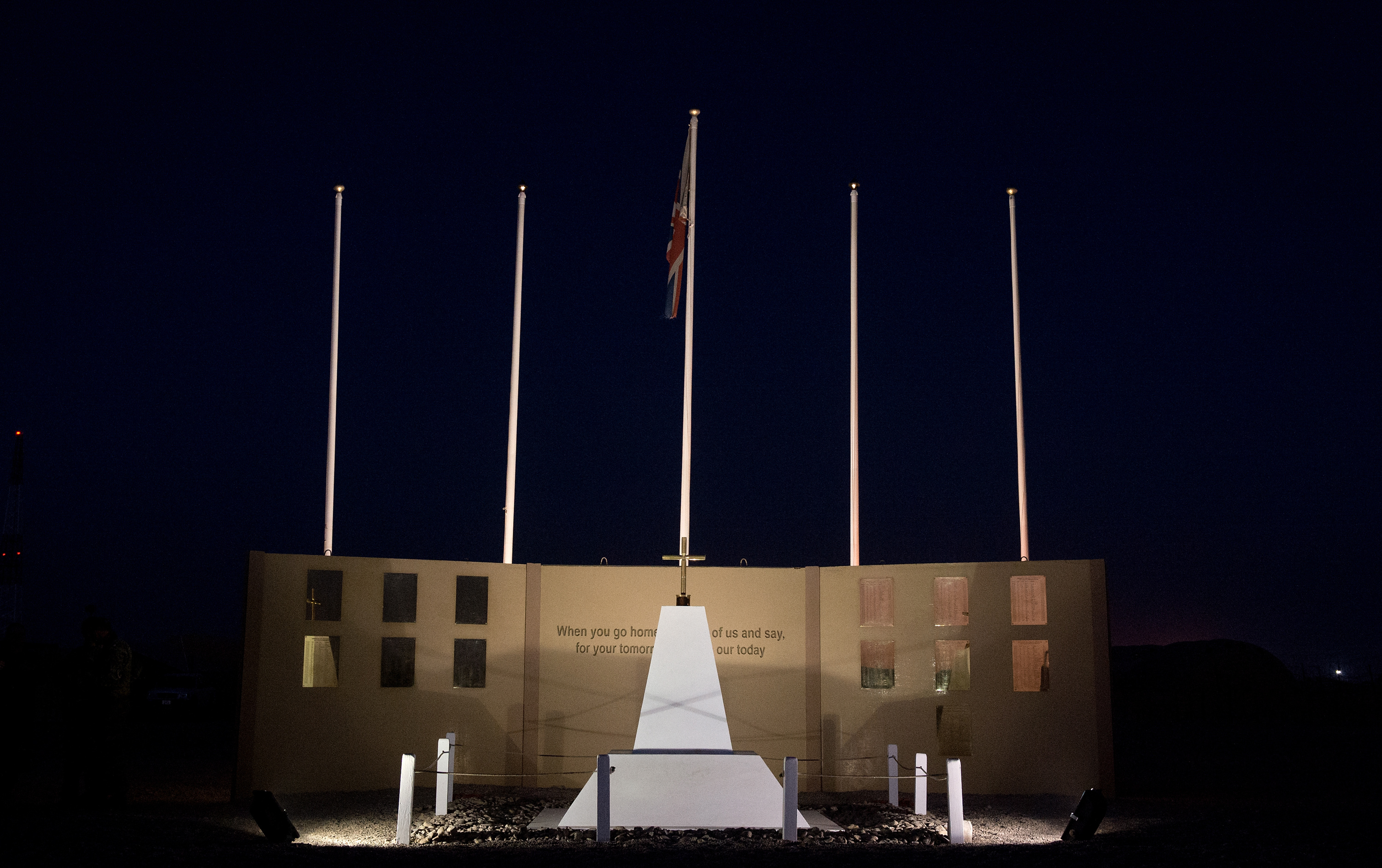
Camp Shorabaks minnesmonument

Camp Shorabak, tidigare Camp Bastion Air Base, var en brittisk militär flygbas i Afghanistan. Den låg i provinsen Helmand, i den centrala delen av landet, 600 kilometer sydväst om huvudstaden Kabul, 886 meter över havet.
Basen var aktiv fram till den 27 oktober 2014, då den lämnades över till Afghanska försvarsdepartementet. Basen hyste baracker för Afghanska armén mellan 2005 och 2014.